# Provincia Cachapoal
Cachapoal (Provincia de Cachapoal) este o provincie din regiunea Regiunea Libertador General Bernardo O'Higgins, Chile, cu o populație de 601.810 locuitori (2012) și o suprafață de 7384,2 km2.